# Zálesie (Prešov)
Zálesie é um município da Eslováquia, situado no distrito de Kežmarok, na região de Prešov. Tem 4,79 km² de área e sua população em 2018 foi estimada em 85 habitantes.

## Demografia
| Ano:        | 1994 | 2004   | 2014    | 2024   |
| ----------- | ---- | ------ | ------- | ------ |
| Broj ljudi: | 96   | 104    | 87      | 83     |
| Razlika:    |      | +8,33% | -16,34% | -4,59% |

| Ano:               | 2023 | 2024   |
| ------------------ | ---- | ------ |
| Número de pessoas: | 80   | 83     |
| Diferença:         |      | +3,75% |